# Liste des cours d'eau du bassin du Saguenay
Cette liste répertorie les principaux cours d'eau du bassin versant de la Rivière Saguenay classés de la rive droite vers la rive gauche  à partir de sa confluence avec l'estuaire du Saint-Laurent. Cette liste n'inclue pas les cours d'eau du bassin du lac Saint-Jean.
| Nom                                 | Confluent                   | Coordonnées                  | Longueur (km) | Source                        | Coordonnées                  | Région                                               |
| ----------------------------------- | --------------------------- | ---------------------------- | ------------- | ----------------------------- | ---------------------------- | ---------------------------------------------------- |
| Saguenay, rivière                   | fleuve Saint-Laurent        | 48° 07′ 45″ N, 69° 42′ 13″ O | 314           | Lac Saint-Jean                | 48° 32′ 28″ N, 71° 36′ 54″ O | Saguenay–Lac-Saint-Jean Capitale-Nationale Côte-Nord |
| Petit Saguenay, rivière             | rivière Saguenay            | 48° 14′ 12″ N, 70° 05′ 56″ O | 77            | Troisième lac des Marais      | 47° 52′ 46″ N, 70° 14′ 58″ O | Saguenay–Lac-Saint-Jean                              |
| Saint-Jean, rivière                 | rivière Saguenay            | 48° 12′ 33″ N, 70° 16′ 52″ O |               | Lac Brébeuf                   | 48° 11′ 07″ N, 70° 35′ 53″ O | Saguenay–Lac-Saint-Jean                              |
| Éternité, rivière                   | rivière Saguenay            | 48° 17′ 56″ N, 70° 20′ 03″ O |               | Lac Éternité                  | 48° 13′ 33″ N, 70° 33′ 12″ O | Saguenay–Lac-Saint-Jean                              |
| Ha! Ha!, rivière                    | rivière Saguenay            | 48° 19′ 04″ N, 70° 51′ 35″ O | 35            | ruisseaux                     | 47° 51′ 19″ N, 70° 51′ 07″ O | Saguenay–Lac-Saint-Jean                              |
| Mars, rivière à                     | rivière Saguenay            | 48° 20′ 09″ N, 70° 52′ 47″ O | 95            | petit lac                     | 47° 44′ 42″ N, 70° 57′ 45″ O | Saguenay–Lac-Saint-Jean                              |
| Moulin, rivière du                  | rivière Saguenay            | 48° 25′ 49″ N, 71° 02′ 00″ O | 88.2          | Lac du Moulin                 | 47° 55′ 55″ N, 71° 05′ 02″ O | Saguenay–Lac-Saint-Jean                              |
| Rats, rivière aux                   | rivière Saguenay            | 48° 25′ 13″ N, 71° 03′ 55″ O | 3.8           | ruisseau                      | 48° 21′ 39″ N, 71° 06′ 13″ O | Saguenay–Lac-Saint-Jean                              |
| Chicoutimi, rivière                 | rivière Saguenay            | 48° 25′ 34″ N, 71° 04′ 34″ O | 26.2          | Barrage de Portage-des-Roches | 48° 18′ 36″ N, 71° 12′ 42″ O | Saguenay–Lac-Saint-Jean                              |
| Cyriac, rivière                     | lac Kénogami                | 48° 18′ 05″ N, 71° 17′ 37″ O | 57            | Lac Bijou                     | 47° 50′ 41″ N, 71° 02′ 17″ O | Capitale-Nationale Saguenay–Lac-Saint-Jean           |
| Pikauba, rivière                    | lac Kénogami                | 48° 19′ 29″ N, 71° 26′ 27″ O | 90            | Lac Pikauba                   | 47° 47′ 48″ N, 71° 07′ 58″ O | Capitale-Nationale Saguenay–Lac-Saint-Jean           |
| Écorces, rivière aux                | rivière Pikauba             | 48° 16′ 58″ N, 71° 29′ 00″ O | 110           | Lac aux Écorces               | 47° 54′ 32″ N, 71° 44′ 19″ O | Capitale-Nationale Saguenay–Lac-Saint-Jean           |
| Sables, rivière aux                 | rivière Saguenay            | 48° 26′ 34″ N, 71° 14′ 49″ O | 11            | lac Kénogami                  | 48° 19′ 36″ N, 71° 22′ 36″ O | Saguenay–Lac-Saint-Jean                              |
| Petite Décharge, la                 | rivière Saguenay            | 48° 32′ 20″ N, 71° 36′ 59″ O | 15            | Lac Saint-Jean                | 48° 33′ 54″ N, 71° 45′ 34″ O | Saguenay–Lac-Saint-Jean                              |
| Métabetchouane, rivière             | lac Saint-Jean              | 48° 25′ 15″ N, 71° 57′ 55″ O | 128           | Lac des Mâles                 | 48° 25′ 15″ N, 71° 57′ 57″ O | Saguenay–Lac-Saint-Jean                              |
| Ouiatchouan, rivière                | lac Saint-Jean              | 48° 26′ 53″ N, 72° 09′ 33″ O | 25            | lac Ouiatchouane              | 48° 16′ 22″ N, 72° 11′ 02″ O | Saguenay–Lac-Saint-Jean                              |
| Ashuapmushuan, rivière              | lac Saint-Jean              | 48° 37′ 03″ N, 72° 20′ 00″ O | 193           | Lac Ashuapmushuan             | 49° 09′ 35″ N, 73° 45′ 12″ O | Saguenay–Lac-Saint-Jean                              |
| Chef, rivière du                    | rivière Ashuapmushuan       | 50° 15′ 12″ N, 73° 30′ 17″ O |               | Lac Margonne                  | 50° 45′ 27″ N, 72° 51′ 33″ O | Saguenay–Lac-Saint-Jean                              |
| Nestaocano, rivière                 | rivière du Chef             | 49° 37′ 46″ N, 73° 27′ 15″ O |               | Lac Delanne                   | 50° 45′ 27″ N, 72° 51′ 33″ O | Saguenay–Lac-Saint-Jean                              |
| Ticouapé, rivière                   | lac Saint-Jean              | 48° 41′ 18″ N, 72° 21′ 13″ O | 50            | ruisseaux                     | 48° 52′ 51″ N, 72° 34′ 02″ O | Saguenay–Lac-Saint-Jean                              |
| Morin, ruisseau                     | rivière Ticouapé            | 48° 49′ 17″ N, 72° 25′ 29″ O |               | ruisseaux                     | 48° 53′ 54″ N, 72° 25′ 03″ O | Saguenay–Lac-Saint-Jean                              |
| Cinq, rivière du                    | ruisseau Morin              | 48° 52′ 31″ N, 72° 23′ 58″ O |               | Lac de la Morin               | 48° 49′ 17″ N, 72° 25′ 29″ O | Saguenay–Lac-Saint-Jean                              |
| Mistassini, rivière                 | lac Saint-Jean              | 48° 42′ 22″ N, 72° 19′ 10″ O | 298           | lacs                          | 50° 53′ 07″ N, 72° 19′ 41″ O | Saguenay–Lac-Saint-Jean                              |
| Ouasiemsca, rivière                 | rivière Mistassini          | 49° 00′ 03″ N, 72° 28′ 43″ O |               | Lac Fleuricourt               | 50° 18′ 47″ N, 73° 04′ 56″ O | Saguenay–Lac-Saint-Jean                              |
| Rats, rivière aux                   | rivière Mistassini          | 48° 53′ 31″ N, 72° 14′ 26″ O |               | Lac aux Chiens                | 49° 57′ 23″ N, 72° 16′ 55″ O | Saguenay–Lac-Saint-Jean                              |
| Mistassibi, rivière                 | rivière Mistassini          | 48° 53′ 04″ N, 72° 13′ 05″ O | 298           | lac                           | 51° 08′ 39″ N, 72° 02′ 37″ O | Saguenay–Lac-Saint-Jean                              |
| Mistassibi Nord-Est, rivière        | rivière Mistassibi          | 49° 30′ 47″ N, 71° 56′ 03″ O |               | lac                           | 51° 02′ 56″ N, 71° 51′ 05″ O | Saguenay–Lac-Saint-Jean                              |
| Henri, rivière                      | rivière Mistassibi Nord-Est | 49° 59′ 50″ N, 71° 56′ 05″ O |               | lac                           | 50° 16′ 00″ N, 71° 51′ 14″ O | Saguenay–Lac-Saint-Jean                              |
| Grande Décharge, la                 | rivière Saguenay            | 48° 32′ 27″ N, 71° 36′ 54″ O | 15            | Lac Saint-Jean                | 48° 36′ 38″ N, 71° 47′ 15″ O | Saguenay–Lac-Saint-Jean                              |
| Péribonka, rivière                  | lac Saint-Jean              | 48° 44′ 49″ N, 72° 06′ 13″ O | 45.1          | ruisseaux                     | 52° 16′ 17″ N, 70° 48′ 38″ O | Saguenay–Lac-Saint-Jean                              |
| Manouane, rivière                   | rivière Péribonka           | 49° 30′ 21″ N, 71° 10′ 32″ O | 154           | Lac Pambrun                   | 51° 41′ 53″ N, 70° 44′ 41″ O | Saguenay–Lac-Saint-Jean                              |
| Petite rivière Péribonka            | rivière Péribonka           | 48° 45′ 36″ N, 72° 04′ 44″ O |               | lac Hémon                     | 49° 22′ 33″ N, 71° 39′ 25″ O | Saguenay–Lac-Saint-Jean                              |
| Shipshaw, rivière                   | rivière Saguenay            | 48° 26′ 55″ N, 71° 12′ 17″ O | 130           | Pipmuacan, réservoir          | 49° 29′ 40″ N, 70° 36′ 03″ O | Saguenay–Lac-Saint-Jean                              |
| Valin, rivière                      | rivière Saguenay            | 48° 27′ 37″ N, 70° 59′ 03″ O | 38            | Bras Fournier                 | 48° 33′ 44″ N, 70° 45′ 18″ O | Saguenay–Lac-Saint-Jean                              |
| Saint-Louis, rivière                | rivière Saguenay            | 48° 35′ 13″ N, 70° 54′ 51″ O |               | Lac Padou                     | 48° 45′ 31″ N, 70° 44′ 59″ O | Saguenay–Lac-Saint-Jean                              |
| Cléophe, ruisseau à                 | rivière Saguenay            | 48° 22′ 57″ N, 70° 36′ 21″ O |               | Lac Brock                     | 48° 24′ 55″ N, 70° 41′ 57″ O | Saguenay–Lac-Saint-Jean                              |
| Sainte-Marguerite, rivière          | rivière Saguenay            | 48° 15′ 47″ N, 69° 56′ 44″ O | 100           | Lac Sainte-Marguerite         | 48° 37′ 02″ N, 70° 33′ 56″ O | Saguenay–Lac-Saint-Jean                              |
| Sainte-Marguerite Nord-Est, rivière | rivière Sainte-Marguerite   | 48° 16′ 27″ N, 69° 55′ 24″ O |               | Lac du Fétiche                | 48° 43′ 41″ N, 70° 23′ 43″ O | Saguenay–Lac-Saint-Jean                              |